# Жусара (Гояс)
Жусара (порт. Jussara) — муниципалитет в Бразилии, входит в штат Гояс. Составная часть мезорегиона Северо-запад штата Гойас. Входит в экономико-статистический микрорегион Риу-Вермелью. Население составляет 18 804 человека на 2007 год. Занимает площадь 4092,456 км². Плотность населения — 4,7 чел./км².
Праздник города — 14 ноября.

## История
Город основан 14 ноября 1958 года.

## Статистика
- Валовой внутренний продукт на 2004 год составляет 142 744,00 реалов (данные: Бразильский институт географии и статистики).
- Валовой внутренний продукт на душу населения на 2004 год составляет 7289 реалов (данные: Бразильский институт географии и статистики).
- Индекс развития человеческого потенциала на 2000 год составляет 0,740 (данные: Программа развития ООН).